# Showdown in Little Tokyo
Showdown in Little Tokyo (bra: Massacre no Bairro Japonês; prt: Fúria no Bairro Japonês) é um filme americano de 1991 dirigido por Mark L. Lester.
O elenco tem Brandon Lee (primeiro papel em um filme americano), Cary-Hiroyuki Tagawa, Tia Carrere e Dolph Lundgren.

## Sinopse
O filme se passa em Los Angeles, California. Dois policiais lutam para acabar com uma nova e mortal gangue de narcotraficantes da Yakuza. É um filme de ação com sequências de artes marciais.

## Elenco
- Dolph Lundgren como Sgt. Chris Kenner
- Brandon Lee como Johnny Murata
- Cary-Hiroyuki Tagawa como Funekei Yoshida
- Tia Carrere como Minako Okeya
- Toshishiro Obata como Sato
- Philip Tan como Tanaka